# Elecciones municipales de 1999 en Sevilla
Las elecciones municipales de 1999 se celebraron en Sevilla el domingo 13 de junio, de acuerdo con el Real Decreto de convocatoria de elecciones locales en España dispuesto el 19 de abril de 1999 y publicado en el Boletín Oficial del Estado el día 20 de abril. Se eligieron los 33 concejales del pleno del Ayuntamiento de Sevilla mediante un sistema proporcional (método d'Hondt) con listas cerradas y un umbral electoral del 5 %.

## Resultados
La candidatura del Partido Popular fue la más votada y obtuvo 13 concejales; no obstante no consiguió la mayoría absoluta; la segunda lista en representación fue la del Partido Socialista Obrero Español de Andalucía, con 12; por otro lado la candidatura del Partido Andalucista obtuvo 6 concejales, mientras que la última de las candidaturas con representación Izquierda Unida Los Verdes Convocatoria por Andalucía, obtuvo 2 concejales. Los resultados completos se detallan a continuación:
| Candidatura | Candidatura                                                     | Voto Popular | Voto Popular                           | Voto Popular                           | Concejales                             | Concejales                             |
| Candidatura | Candidatura                                                     | Votos        | %                                      | ±pp                                    | Total                                  | +/-                                    |
| --- | --------------------------------------------------------------- | ------------ | -------------------------------------- | -------------------------------------- | -------------------------------------- | -------------------------------------- |
| | Partido Popular (PP-A)                                          | 118 072      | 35,85                                  | +5.41                                  | 13                                     | +3                                     |
| | Partido Socialista Obrero Español de Andalucía (PSOE-A)         | 115 968      | 35,21                                  | +6.67                                  | 12                                     | +2                                     |
| | Partido Andalucista (PA)1                                       | 58 093       | 17,64                                  | -8.75                                  | 6                                      | -3                                     |
| | Izquierda Unida Los Verdes-Convocatoria por Andalucía (IULV-CA) | 25 606       | 7,77                                   | -5.10                                  | 2                                      | -2                                     |
| |                                                                 |              |                                        |                                        |                                        |                                        |
| | Los Verdes-Izquierda Andaluza (LV+IA)                           | 2594         | 0,79                                   | Nuevo                                  | 0                                      | ±0                                     |
| | Partido Democrático de la Nueva Izquierda (PDNI-A)              | 608          | 0,18                                   | Nuevo                                  | 0                                      | ±0                                     |
| | Voz del Pueblo Andaluz (VPDA)                                   | 279          | 0,08                                   | -0.08                                  | 0                                      | ±0                                     |
| | La Falange (FE)                                                 | 264          | 0,08                                   | Nuevo                                  | 0                                      | ±0                                     |
| | Unión Centrista-Centro Democrático y Social (UC-CDS)            | 235          | 0,07                                   | Nuevo                                  | 0                                      | ±0                                     |
| | Partido Humanista (PH)                                          | 211          | 0,06                                   | -0.01                                  | 0                                      | ±0                                     |
| | Asamblea de Andalucía (A)                                       | 138          | 0,04                                   | Nuevo                                  | 0                                      | ±0                                     |
| | Falange Española de las JONS (FE de las JONS)                   | 130          | 0,04                                   | Nuevo                                  | 0                                      | ±0                                     |
| Votos en blanco | Votos en blanco                                                 | 7170         | 2,18                                   | +0.81                                  | n/a                                    | n/a                                    |
| Votos vàlidos | Votos vàlidos                                                   | 329 368      | 100,00                                 | 100,00                                 | 33                                     | ±0                                     |
| Votos nulos | Votos nulos                                                     | 1700         | Participación: · \| \| 56,49 % \| 6,9% | Participación: · \| \| 56,49 % \| 6,9% | Participación: · \| \| 56,49 % \| 6,9% | Participación: · \| \| 56,49 % \| 6,9% |
| Votantes | Votantes                                                        | 331 068      | Participación: · \| \| 56,49 % \| 6,9% | Participación: · \| \| 56,49 % \| 6,9% | Participación: · \| \| 56,49 % \| 6,9% | Participación: · \| \| 56,49 % \| 6,9% |
| Electores | Electores                                                       | 586 032      | Participación: · \| \| 56,49 % \| 6,9% | Participación: · \| \| 56,49 % \| 6,9% | Participación: · \| \| 56,49 % \| 6,9% | Participación: · \| \| 56,49 % \| 6,9% |
| 1 Los resultados del Partido Andalucista son comparados a los del partidos Partido Andalucista y Partido Andaluz del Progreso en las elecciones de 1995. |                                                                 |              |                                        |                                        |                                        |                                        |
| | 56,49 %                                                         |              |                                        |                                        |                                        |                                        |

## Cabeza de lista
| Cabeza de lista | Partido Político |
| --------------- | ---------------- |
|                 | PP-A             |
|                 | PSOE-A           |
|                 | PA               |
|                 | IULV-CA          |

## Concejales electos
Relación de concejales electos:
| N.º | Nombre                                           | Lista | Lista   |
| --- | ------------------------------------------------ | ----- | ------- |
| 1   | Soledad Becerril Bustamante (Alcalde Titular)    |       | PP-A    |
| 2   | Alfredo Sánchez Monteseirín (Alcalde Electo)     |       | PSOE-A  |
| 3   | María del Carmen Diz García                      |       | PP-A    |
| 4   | Alejandro Rojas Marcos de la Viesca              |       | PA      |
| 5   | Piedad Bolaños Donoso                            |       | PSOE-A  |
| 6   | José María Pareja Ciuró                          |       | PP-A    |
| 7   | Emilio Carlos Carrillo Benito                    |       | PSOE-A  |
| 8   | Luis Miguel Martín Rubio                         |       | PP-A    |
| 9   | Mariano Pérez de Ayala Conradi                   |       | PA      |
| 10  | Carmelo Gómez Domínguez                          |       | PSOE-A  |
| 11  | Luis Agustín Pizarro Fernández                   |       | IULV-CA |
| 12  | Jaime Raynaud Soto                               |       | PP-A    |
| 13  | Evangelina Naranjo Márquez                       |       | PSOE-A  |
| 14  | Carmen Martínez de Sola Coello de Portugal       |       | PP-A    |
| 15  | Paola Ángela Vivancos Arigita                    |       | PA      |
| 16  | José Gallardo Fernández                          |       | PSOE-A  |
| 17  | Adolfo Lama Cotelo                               |       | PP-A    |
| 18  | Antonio Rodríguez Galindo                        |       | PSOE-A  |
| 19  | Ricardo Villena Machuca                          |       | PP-A    |
| 20  | Juan Ortega Pérez                                |       | PA      |
| 21  | Victoria Martínez Ocón                           |       | PSOE-A  |
| 22  | María Dolores Meléndez Martínez-Angulo           |       | PP-A    |
| 23  | Blas Ballesteros Sastre                          |       | PSOE-A  |
| 24  | Paula Clotilde Garvín Salazar                    |       | IULV-CA |
| 25  | Susana del Río Estévez                           |       | PP-A    |
| 26  | Rafael Carmona Ruiz                              |       | PA      |
| 27  | Susana Díaz Pacheco                              |       | PSOE-A  |
| 28  | Ignacio Manuel Flores Berenguer                  |       | PP-A    |
| 29  | Juan Carlos Raffo Camarillo                      |       | PSOE-A  |
| 30  | Jaime Ruiz Rodríguez                             |       | PP-A    |
| 31  | Isabel Santísima Trinidad Guerra-Librero Alcaraz |       | PA      |
| 32  | José Antonio García González                     |       | PSOE-A  |
| 33  | José Vélez Liaño                                 |       | PP-A    |

## Investidura
| Votación de investidura de Alfredo Sánchez Monteseirín (PSOE-A) Mayoría absoluta: 17/33 |       |                                  |
| Candidato                                                                               | Votos | Partidos votantes                |
| Alfredo Sánchez Monteseirín                                                             | 20    | PSOE-A (12), PA (6), IULV-CA (2) |
| Soledad Becerril Bustamante                                                             | 13    | PP-A (13)                        |